# Info Traffic
Info Traffic - program informacyjny o ruchu drogowym nadawany w TVP Info w ramach Info Poranka. Po raz pierwszy pojawił się 28 września 2009 wraz ze zmianami w  TVP Info. Prowadzili na zmianę Waldemar Dolecki i Maciej Dolega. 

## Skład programu
- obrazy na żywo z kamer drogowych głównych miast w Polsce
- relacje i wejścia na żywo reporterów ośrodków regionalnych Telewizji Polskiej dotyczące wydarzeń na drogach
- informacje o wypadkach drogowych
- informacje o niezwykłych transportach na drogach
- informacje o blokadach dróg
- informacje o korkach
- ciekawostki związane z ruchem drogowym, absurdy, nietypowe zdarzenia
- na koniec programu: prognoza pogody, utrudnienia drogowe i ryzyko wypadków prowadzone przez prezentera pogodowego TVP Info pełniącego w danej chwili dyżur pogodowy

## Czołówka
Kolorystyka czołówki programu była czarno-ciemnoczerwona, podobnie jak czołówki pozostałych programów TVP Info po zmianach z 28 września 2009. W pierwszych momentach czołówki zmieniała się perspektywa. Czołówka pokazywała roboty na drodze, wskutek czego tworzy się wielki korek, i modele budynków 3D w kolorze szarym półprzezroczystym. Logo programu tworzył napis INFO na tle czerwonym z przerwami po lewej stronie i biały napis TRAFFIC na dole na czarnym tle, podobnie jak w innych programach TVP Info po 28 września 2009.